# Église Saint-Martin d'Angivillers
L'église Saint-Martin d'Angivillers est une église située à Angivillers dans l'Oise, en France. Elle est affiliée à la paroisse Saint-Vincent-de-Paul du Pays de Chaussée.

## Description
L'église a été construite en forme de « T ».

### Objets classés
- Dalle funéraire à effigie gravée de François de Guillebon et de Gabrielle de Gomer, 3e quart XVIe siècle[2]
- Dalle funéraire à effigie gravée de Philippe de Guillebon et Gabrielle de Chasserat, 2e quart du XVIe siècle[3]
- Fonts baptismaux, 4e quart du XIIe siècle[4]

## Historique
L'église a été en partie construite au XVIe siècle .

### Sources
- Généalogie de la maison de Guillebon, originaire du Beauvaisis, 1893 (Gallica)